# Behrami
Behrami es un pueblo de Bosnia y Herzegovina. Según el censo de 1991, el pueblo está ubicado en el municipio de Srebrenik.

## Demografía
Según el censo de 2013, su población era de 310 habitantes.